# Читалище „Зора“ (Крива паланка)
Читалище „Зора“ е читалище в град Крива паланка, основано на 14 февруари или 11 май 1868 година. Негов основател е учителят Любенов от Кюстендил с помощта на 40 местни жители. Има вероятност читалището да е основано година по-късно. Поддържано е от Кривопаланечката българска община.
Въстановено е на 8 юни 1941 година с председател Йордан Апостолов и секретар Игнат Натев. В читалището членуват 40 души.